# Romain Reynaud
Pour les articles homonymes, voir Reynaud.
Romain Reynaud, né le 2 mars 1983 à Saint-Étienne, est un footballeur français qui évolue au poste de défenseur.
Formé à l'AS Saint-Étienne, il joue ensuite notamment au SC Schiltigheim, à l'AS Yzeure, au Vannes OC, à La Berrichonne de Châteauroux et au KV Courtrai.

## Biographie
Romain Reynaud est formé à l'AS Saint-Étienne qu'il rejoint à l'âge de dix ans. Il dispute 58 matchs avec l'équipe réserve stéphanoise, dont il est le capitaine, mais juste avant de signer professionnel il est victime d'une rupture du tendon rotulien.
Non conservé par les Verts, il signe en décembre 2003 au Sporting Club Schiltigheim club de CFA. Après deux ans passés dans le club alsacien, il est contacté par l'AS Yzeure autre club du même groupe de CFA. Avec les Yzeuriens, il termine en 2006 champion de France de CFA groupe C et monte en championnat de France de National. L'aventure à l'échelon supérieur ne dure cependant qu'un an et le club est relégué en fin de saison.
Il signe au Vannes OC pour la saison 2007-2008. Les Vannetais remportent en fin de saison le championnat de France de National. Romain Reynaud marque le but de la montée mais n'est pas conservé dans le groupe rejoignant la Ligue 2. Approché par le FC Libourne-St Seurin et par le Paris FC, il signe son premier contrat professionnel dans le club aquitain. Le club connaît cependant des difficultés financières et est relégué en fin de saison.
Il découvre alors la Ligue 2 au sein du club d'Arles-Avignon. Titulaire en défense centrale, il est un des acteurs majeurs de la montée surprise du club en Ligue 1. Les dirigeants arlésiens lui indiquent cependant en fin de saison qu'ils ne comptent pas sur lui à l'échelon supérieur. Il signe alors à La Berrichonne de Châteauroux un contrat de deux ans. Le club termine en fin de saison 14e du championnat puis 12e l'année suivante. À la fin de son contrat, il n'est pas renouvelé par le club castelroussin.
Romain Reynaud s'engage alors pour trois ans dans le club belge du KV Courtrai. Après une bonne première saison, il connaît de nombreuses blessures qui lui font perdre son statut de titulaire et, en janvier 2014, il est prêté à Oud-Heverlee Louvain. En fin de saison, il s'engage avec ce club pour deux saisons.

## Palmarès
- Champion de France de National en 2008 avec le Vannes Olympique Club.
- Champion de France de CFA groupe C en 2006 avec l'Association Sportive Yzeure Football 03 Auvergne.

## Statistiques
Le tableau ci-dessous résume les statistiques en match officiel de Romain Reynaud durant sa carrière de joueur professionnel,,.
| Saison                | Club                        | Championnat           | Championnat | Championnat | Coupe nationale | Coupe nationale | Coupe de la Ligue | Coupe de la Ligue | Barrages | Barrages | Total | Total |
| Saison                | Club                        | Division              | M.          | B.          | M.              | B.              | M.                | B.                | M.       | B.       | M.    | B.    |
| 2003-2004             | SC Schiltigheim             | CFA                   | 14          | 0           | -               | -               | -                 | -                 | -        | -        | 14    | 0     |
| 2004-2005             | SC Schiltigheim             | CFA                   | 28          | 0           | -               | -               | -                 | -                 | -        | -        | 28    | 0     |
| Sous-total            | Sous-total                  | Sous-total            | 42          | 0           | -               | -               | -                 | -                 | -        | -        | 42    | 0     |
| 2005-2006             | AS Yzeure                   | CFA                   | 28          | 1           | 1               | 0               | -                 | -                 | -        | -        | 29    | 1     |
| 2006-2007             | AS Yzeure                   | National              | 32          | 2           | -               | -               | -                 | -                 | -        | -        | 32    | 2     |
| Sous-total            | Sous-total                  | Sous-total            | 60          | 3           | 1               | 0               | -                 | -                 | -        | -        | 61    | 3     |
| 2007-2008             | Vannes OC                   | National              | 37          | 4           | 2               | 0               | -                 | -                 | -        | -        | 39    | 4     |
| Sous-total            | Sous-total                  | Sous-total            | 37          | 4           | 2               | 0               | -                 | -                 | -        | -        | 39    | 4     |
| 2008-2009             | FC Libourne-St Seurin       | National              | 35          | 2           | 2               | 1               | 1                 | 0                 | -        | -        | 38    | 3     |
| Sous-total            | Sous-total                  | Sous-total            | 35          | 2           | 2               | 1               | 1                 | 0                 | -        | -        | 38    | 3     |
| 2009-2010             | AC Arles-Avignon            | Ligue 2               | 37          | 3           | -               | -               | 1                 | 0                 | -        | -        | 38    | 3     |
| Sous-total            | Sous-total                  | Sous-total            | 37          | 3           | -               | -               | 1                 | 0                 | -        | -        | 38    | 3     |
| 2010-2011             | LB Châteauroux              | Ligue 2               | 31          | 0           | 1               | 0               | 1                 | 0                 | -        | -        | 33    | 0     |
| 2011-2012             | LB Châteauroux              | Ligue 2               | 35          | 0           | 4               | 0               | 1                 | 0                 | -        | -        | 40    | 0     |
| Sous-total            | Sous-total                  | Sous-total            | 66          | 0           | 5               | 0               | 2                 | 0                 | -        | -        | 73    | 0     |
| 2012-2013             | KV Courtrai                 | Jupiler Pro League    | 24          | 1           | 5               | 0               | -                 | -                 | -        | -        | 29    | 1     |
| 2013-2014             | KV Courtrai                 | Jupiler Pro League    | 16          | 0           | 2               | 0               | -                 | -                 | -        | -        | 18    | 0     |
| Sous-total            | Sous-total                  | Sous-total            | 40          | 1           | 7               | 0               | -                 | -                 | -        | -        | 47    | 1     |
| 2013-2014             | Oud-Heverlee Louvain (prêt) | Jupiler Pro League    | 9           | 1           | 2               | 0               | -                 | -                 | 3        | 0        | 14    | 1     |
| 2014-2015             | Oud-Heverlee Louvain        | Belgacom League       | 30          | 1           | 8               | 1               | -                 | -                 | 5        | 1        | 43    | 3     |
| 2015-2016             | Oud-Heverlee Louvain        | Jupiler Pro League    | 25          | 0           | 2               | 0               | -                 | -                 | -        | -        | 27    | 0     |
| 2016-2017             | Oud-Heverlee Louvain        | Proximus League       | -           | -           | -               | -               | -                 | -                 | -        | -        | 0     | 0     |
| Sous-total            | Sous-total                  | Sous-total            | 64          | 2           | 12              | 1               | -                 | -                 | 8        | 1        | 84    | 4     |
| Total sur la carrière | Total sur la carrière       | Total sur la carrière | 381         | 14          | 29              | 2               | 4                 | 0                 | 8        | 1        | 422   | 17    |